# Кирс (футбольный клуб)
«Кирс» (арм. Ֆուտբոլային Ակումբ „Քիրս“ Շուշի) — бывший футбольный клуб непризнанной НКР из Шуши, основанный в 2004 году. Базировался в Шуши (Шуша), принимал соперников на городском стадионе и участвовал в чемпионате НКР.

## История
Клуб основан в 2004 году и в том же году принял участие в Открытом чемпионате непризнанной республики. В 2009 году в 1-м чемпионате НКР команда была самой молодой по составу среди всех участников и заняла 7-е место. В сезоне-2011 она стала бронзовым призёром чемпионата республики.

## Достижения
- Бронзовый призёр Чемпионата НКР (2011).

## Статистика выступлений

### Чемпионат и Кубок НКР
| Сезон | Лига         | Место | И  | В  | Н | П  | Мячи  | +/- | О  |   | Кубок      | Примечания             |
| ----- | ------------ | ----- | -- | -- | - | -- | ----- | --- | -- | - | ---------- | ---------------------- |
| 2004  | Премьер-лига | 4-е   | 16 | 8  | 3 | 5  | 43-22 | 21  | 27 | - | -          | Открытый чемпионат НКР |
| 2009  | Премьер-лига | 7-е   | 16 | 3  | 2 | 11 | 40-81 | -41 | 30 | - | -          | 1-й чемпионат НКР      |
| 2010  | Премьер-лига | 4?9-е | 16 |    |   |    |       |     |    |   | -          | 2-й чемпионат НКР      |
| 2011  | Премьер-лига | 3-е   | 16 |    |   |    |       |     |    |   | -          | 3-й чемпионат НКР      |
| 2018  | Премьер-лига | 6-е   | 14 | 4  | 1 | 9  | 19-41 | -22 | 13 | - | 1/2 финала | 4-й чемпионат НКР      |
| 2019  | Премьер-лига | 6-е   | 30 | 14 | 3 | 13 | 60-70 | -10 | 45 | - | 1/4 финала | 5-й чемпионат НКР      |